# Vorrei vederti ballare
Vorrei vederti ballare è un film italiano del 2012 diretto da Nicola Deorsola e scritto da Giuseppe Fulcheri.

## Trama
Il ventenne Martino ha due passioni: le tartarughe e i film d'autore. Trascorre il tempo nella riserva di Isola Capo Rizzuto dove si prende cura di Cleopatra, la sua tartaruga. Studia psicologia senza troppa voglia, cosa imposta da suo padre, che lo vuole con sé nel suo studio. Martino ha un'altra passione: è innamorato di una ragazza che prende lezioni di danza vicino a casa sua.
Lei non muore e si baciano davanti alla tartaruga come terzo incomodo.

## Colonna sonora
La canzone "C'est toi que j'aime" è cantata da Federica Camba.